# Wąsonogi
Wąsonogi (Cirripedia) – gromada, podgromada lub infragromada skorupiaków wyłącznie morskich. Jedyna grupa, która obejmuje stawonogi osiadłe. Zamieszkują przeważnie płytkie, przybrzeżne wody, osiadając na obiektach podwodnych, skałach, koralowcach, muszlach mięczaków, pancerzach skorupiaków, na portowych urządzeniach, czy zanurzonych w wodzie częściach statków. Wiele z nich odbywa wędrówki, przyczepione do ciała żółwi morskich czy rekinów. Większość z nich występuje masowo, a 400-2500 osobników na 1 m² nie należy do rzadkości. Niektóre gatunki wiercą w szkieletach koralowców i muszlach mięczaków, szukając schronienia. Wiele wąsonogów jest pasożytami skorupiaków i wyższych osłonic. Niektóre żyją w komensalizmie z rybami (najczęściej żarłaczami) lub wielorybami. Obejmują ok. 1000 bardzo wyspecjalizowanych gatunków.
Przeciętna długość postaci dojrzałych wynosi 3-4 cm, wyjątkowo do 80 cm (u osiadłych). Ciało silnie zmodyfikowane w zależności od trybu życia, szczególnie formy osiadłe i pasożyty odbiegają budową od typowych skorupiaków.
Wąsonogi posiadają bardzo długie penisy osiągające 15 cm długości - jest to największy znany stosunek długości penisa do długości ciała wśród organizmów żywych.

## Systematyka
Zakres podtaksonów jaki obejmuje takson wąsonogów, jego ranga oraz pozycja systematyczna w obrębie skorupiaków są różne u poszczególnych autorów. W podręcznikach Jury (2005), Boroń i Szlachciak (2013) oraz Błaszaka (2011) nadaje się wąsonogom rangę gromady i włącza do nich workowce (u Jury i Błaszaka) i Facetotecta (u Błaszaka) w randze rzędów. Newman w 1992 nadał wąsonogom rangę podgromady w obrębie Maxillopoda i nie zaliczał do nich workowców, traktując je jako osobną podgromadę. 
W systemach Martina i Daviesa z 2001 oraz Ahyonga i innych z 2011 wąsonogi mają rangę infragromady w obrębie podgromady Thecostraca, należącej do gromady Maxillopoda. Nie obejmują one workowców i Facetotecta, które mają rangi osobnych infragromad w obrębie Thecostraca (Thecostraca w tych systemach odpowiadają więc wąsonogom z podręcznika Błaszaka).
Analiza filogenetyczna Oakleya i innych z 2013 roku wskazuje na polifiletyzm Maxillopoda. Według jej wyników należy wąsonogi wraz z widłonogami i pancerzowcami umieszczać w kladzie Multicrustacea (w bazie WoRMS z rangą nadgromady). Analiza ta wskazuje na tworzenie przez wąsonogi i widłonogi kladu Hexanauplia, jednak nie badano w niej przedstawicieli workowców ani Facetotecta, stąd nie wiadomo czy relacja siostrzana z widłonogami dotyczy całych Thecostraca.
Podział wąsonogów w pracy Ahyonga i innych z 2011 oraz w bazie WoRMS w 2016 przedstawia się następująco:
- nadrząd: Acrothoracica – ostrowce
  - rząd: Cryptophialida
  - rząd: Lithoglyptida
- nadrząd: Rhizocephala – rozłogowce
  - rząd: Akentrogonida
  - rząd: Kentrogonida
- nadrząd: Thoracica – toraczkowce
  - rząd: Cyprilepadiformes
  - rząd: Ibliformes
  - rząd: Lepadiformes
  - rząd: Scalpelliformes
  - rząd: Sessilia

Grabowski w Błaszaku (2011) definiuje wąsonogi szerzej i stosuje podział na pięć rzędów: Factoteca, workowce, ostrowce, toraczkowce i rozłogowce.